# MTV Video Music Awards de 2010
O MTV Video Music Awards (VMA) de 2010 ocorreu em 12 de setembro de 2010 no Nokia Theather, em Los Angeles, honrando os melhores videoclipes musicais do ano anterior. Chelsea Handler foi a anfitriã do evento, a primeira mulher em dezesseis anos — desde o MTV Video Music Awards de 1994 — a fazê-lo.
Por ter sido indicada em 13 categorias, Lady Gaga se tornou a artista mais indicada na história do VMA com um single e posteriormente se tornou a primeira artista feminina a receber duas indicações na categoria de Vídeo do Ano, com os singles Bad Romance" e "Telephone" a serem indicados em tal categoria. Ela também foi a grande vencedora da noite, quando "Telephone" venceu a categoria de Melhor Colaboração e "Bad Romance" venceu em sete outras categorias diferentes, incluindo a de Vídeo do Ano, conseguindo Gaga um total de oito astronautas de prata. Quando aceitou seu prêmio para Vídeo do Ano, ela também anunciou o título de seu álbum seguinte, Born This Way, e cantou uma amostra da faixa título. Ela aceitou o prêmio, enquanto usava um vestido com um chapéu, bolsa e sapatos todos feitos inteiramente cortes de carne crua, o que foi recebido com fortes críticas do PETA.
No geral, o show atingiu um impressionante número de 11,4 milhões de espectadores — o maior público para um Video Music Awards desde 2002.

## Indicados e vencedores
Os vencedores aparecem em negrito:

### Vídeo do Ano
Lady Gaga — "Bad Romance"
- 30 Seconds to Mars — "Kings and Queens"
- B.o.B (participação Hayley Williams) — "Airplanes"
- Eminem — "Not Afraid"
- Florence and the Machine — "Dog Days Are Over"
- Lady Gaga (participação Beyoncé) — "Telephone"

### Melhor Vídeo Masculino
Eminem — "Not Afraid"
- B.o.B (participação Hayley Williams) — "Airplanes"
- Jason Derülo — "In My Head"
- Drake — "Find Your Love"
- Usher (participação will.i.am) — "OMG"

### Melhor Vídeo Feminino
Lady Gaga — "Bad Romance"
- Beyoncé (participação Lady Gaga) — "Video Phone (Extended remix)"
- Kesha — "Tik Tok"
- Katy Perry (participação Snoop Dogg) — "California Gurls"
- Taylor Swift — "Fifteen"

### Artista Revelação
Justin Bieber (participação Ludacris) — "Baby"
- Broken Bells — "The Ghost Inside"
- Jason Derülo — "In My Head"
- Kesha — "Tik Tok"
- Nicki Minaj (participação Sean Garrett) — "Massive Attack"

### Melhor Vídeo Pop
Lady Gaga — "Bad Romance"
- Beyoncé (participação Lady Gaga) — "Video Phone (Extended remix)"
- B.o.B (participação Bruno Mars) — "Nothin' on You"
- Kesha  — "Tik Tok"
- Katy Perry (participação Snoop Dogg) — "California Gurls"

### Melhor Vídeo de Rock
30 Seconds to Mars — "Kings and Queens"
- Florence and the Machine — "Dog Days Are Over"
- MGMT — "Flash Delirium"
- Muse — "Uprising"
- Paramore — "Ignorance"

### Melhor Vídeo de Hip Hop
Eminem — "Not Afraid"
- B.o.B (participação Hayley Williams) — "Airplanes"
- Drake (participação Kanye West, Lil Wayne e Eminem) — "Forever"
- Jay-Z (participação Swizz Beatz) — "On to the Next One"
- Kid Cudi (participação MGMT e Ratatat) — "Pursuit of Happiness"

### Melhor Vídeo Dance
Lady Gaga — "Bad Romance"
- Cascada — "Evacuate the Dancefloor"
- David Guetta (participação Akon) — "Sexy Chick"
- Enrique Iglesias (participação Pitbull) — "I Like It"
- Usher (participação will.i.am) — "OMG"

### Melhor Colaboração
Lady Gaga (participação Beyoncé) — "Telephone"
- 3OH!3 (participação Ke$ha) — "My First Kiss"
- Beyoncé (participação Lady Gaga) — "Video Phone (Extended remix)"
- B.o.B (participação Hayley Williams) — "Airplanes"
- Jay-Z e Alicia Keys — "Empire State of Mind"

### Vídeo Inovador
The Black Keys — "Tighten Up"
- Dan Black — "Symphonies"
- Coldplay — "Strawberry Swing"
- Gorillaz (participação Bobby Womack e Mos Def) — "Stylo"

### Melhor Direcção num Vídeo
Lady Gaga — "Bad Romance" (Director: Francis Lawrence)
- 30 Seconds to Mars — "Kings and Queens" (Director: Bartholomew Cubbins)
- Eminem — "Not Afraid" (Director: Rich Lee)
- Jay-Z e Alicia Keys — "Empire State of Mind" (Director: Hype Williams)
- Pink — "Funhouse" (Director: Dave Meyers)

### Melhor Coreografia num Vídeo
Lady Gaga — "Bad Romance" (Coreografista: Laurie Ann Gibson)
- Beyoncé (participação Lady Gaga) — "Video Phone (Extended remix)" (Coreografistas: Frank Gatson Jr., Phlex and Bryan Tanaka)
- Lady Gaga (participação Beyoncé) — "Telephone" (Coreografista: Laurie Ann Gibson)
- Janelle Monáe (participação Big Boi) — "Tightrope" (Coreografistas: Janelle Monáe and the Memphis Jookin Community)
- Usher (participação will.i.am) — "OMG" (Coreografista: Aakomon “AJ” Jones)

### Melhores Efeitos Especiais num Vídeo
Muse — "Uprising" (Efeitos Especiais: Sam Stevens)
- Dan Black — "Symphonies" (Efeitos Especiais: Corinne Bance e Axel D’Harcourt)
- Eminem — "Not Afraid" (Efeitos Especiais: Animaholics-VFX)
- Green Day — "21st Century Breakdown" (Efeitos Especiais: Laundry)
- Lady Gaga — "Bad Romance" (Efeitos Especiais: Skulley Effects VFX)

### Melhor Direcção Artística num Vídeo
Florence and the Machine — "Dog Days Are Over" (Directores de Arte: Louise Corcoran e Aldene Johnson)
- 30 Seconds to Mars — "Kings and Queens" (Director de Arte: Marc Benacerraf)
- Beyoncé (participação Lady Gaga) — "Video Phone (Extended remix)" (Director de Arte: Lenny Tso)
- Eminem — "Not Afraid" (Director de Arte: Ethan Tobman)
- Lady Gaga — "Bad Romance" (Director de Arte: Charles Infante)

### Melhor Edição num Vídeo
Lady Gaga — "Bad Romance" (Editor: Jarrett Fijal)
- Eminem — "Not Afraid" (Editor: Ken Mowe)
- Miike Snow — "Animal" (Editor: Frank Macias)
- Pink — "Funhouse" (Editor: Chris Davis)
- Rihanna — "Rude Boy" (Editor: Clark Eddy)

### Melhor Cinematografia num Vídeo
Jay-Z e Alicia Keys — "Empire State of Mind" (Director de Photografia: John Perez)
- Eminem — "Not Afraid" (Director de Photografia: Chris Probst)
- Florence and the Machine — "Dog Days Are Over" (Director de Photografia: Adam Frisch)
- Lady Gaga — "Bad Romance" (Director de Fotografia: Thomas Kloss)
- Mumford & Sons — "Little Lion Man" (Director de Fotografia: Ben Magahy)

### Artista Latino do Ano
Aventura
- Camila
- Daddy Yankee
- Pitbull
- Shakira
- Wisin & Yandel[7]

## Performances

### Pré-show
- Nicki Minaj e will.i.am — "Your Love" (introdução) / "Check It Out"

### Show principal
- Eminem e Rihanna — "Not Afraid" / "Love the Way You Lie"
- Justin Bieber — "U Smile" (introdução) / "Baby" / "Somebody to Love"
- Usher — "DJ Got Us Fallin' in Love" / "OMG"
- Florence and the Machine — "Dog Days Are Over"
- Taylor Swift — "Innocent"
- Drake, Mary J. Blige e Swizz Beatz) — "Fancy"
- B.o.B, Paramore e Bruno Mars) — "Nothin' on You" (introdução) / "Airplanes" / "The Only Exception"
- Linkin Park — "The Catalyst"
- Kanye West e Pusha T — "Runaway"

### Shows de Intervalo
- Travie McCoy — "Billionaire"
- Jason Derülo — "Ridin' Solo"
- Robyn — "Dancing on My Own"
- N*E*R*D e Ciara — "Hot N' Fun"

## Aparições
- Rick Ross
- Lindsay Lohan — abertura
- Ellen DeGeneres — apresentando Melhor Vídeo Feminino
- Kim Kardashian — introduzindo Justin Bieber
- Elenco de Jackass 3D — apresentando Melhor Vídeo de Rock
- Kesha e Trey Songz — introduzindo Usher
- Katy Perry e Nicki Minaj — apresentando Melhor Vídeo Masculino
- Jared Leto e Ashley Greene — introduzindo Florence and the Machine
- Elenco de Glee — apresentando Melhor Vídeo Pop
- Rosario Dawson e Chris Pine — introduzindo Taylor Swift
- Jesse Eisenberg, Andrew Garfield e Justin Timberlake — introduzindo Drake, Mary J. Blige e Swizz Beatz
- Joe Manganiello and Evan Rachel Wood — apresentando os profissionais que trabalham na premiação.
- Elenco de Jersey Shore
- Sofía Vergara — apresentando Melhor Video de Hip-Hop
- Selena Gomez e Ne-Yo — introduzindo B.o.B, Bruno Mars e Paramore
- Romeo e Victoria Justice — apresentando Artista Revelação
- Emma Stone e Penn Badgley — introduzindo Linkin Park
- Cher — apresentando Video do Ano
- Aziz Ansari — introduzindo Kanye West